# Liga Națională (baloncesto)
La Divizia A o Liga Națională es la máxima competición de baloncesto de Rumanía. La temporada empieza en octubre y la forman 22 equipos, divididos en tres grupos, con el nuevo formato que entró en vigor en la temporada 2018-19.

## Historia
La liga se fundó en 1950, durante el periodo comunista del país. Durante cuatro décadas, los dos equipos de Bucarest, el CSA Steaua București (baloncesto) y el CS Dinamo București (baloncesto) se repartieron los títulos, 21 y 22 respectivamente. En los últimos años el equipo dominador ha sido el CSU Asesoft Ploieşti, el único equipo rumano en conseguir un título europeo, el de la EuroCup Challenge en 2005.

## Equipos temporada 2022-23
| Equipo             | Ciudad         | Pabellón            | Capacidad |
| ------------------ | -------------- | ------------------- | --------- |
| U-BT Cluj-Napoca   | Cluj-Napoca    | Polyvalent Hall     | 7,308     |
| U-BT Cluj-Napoca   | Cluj-Napoca    | Horia Demian        | 2,525     |
| BCMU FC Argeș      | Pitești        | Trivale             | 2,000     |
| SCMU Craiova       | Craiova        | Polyvalent Hall     | 4,215     |
| CSU Sibiu          | Sibiu          | Transilvania        | 3,000     |
| CSM Ploiești       | Ploiești       | Olimpia Sports Hall | 3,500     |
| CSM Târgu Jiu      | Târgu Jiu      | Sala Sporturilor    | 1,500     |
| Rapid București    | Bucarest       | Sala Rapid          | 1,500     |
| CSM Miercurea Ciuc | Miercurea Ciuc | Eröss Zsolt         | 1,700     |
| CSM Târgu Mureș    | Târgu Mureș    | Sala Sporturilor    | 2,000     |

| Equipo           | Ciudad    | Pabellón            | Capacidad |
| ---------------- | --------- | ------------------- | --------- |
| CSM Oradea       | Oradea    | Arena Antonio Alexe | 2,000     |
| CSO Voluntari    | Voluntari | Gabriela Szabo      | 1,100     |
| OHMA Timișoara   | Timișoara | Constantin Jude     | 2,200     |
| Dinamo București | Bucarest  | Dinamo              | 2,538     |
| Steaua București | Bucarest  | Mihai Viteazu       | 2,000     |
| Steaua București | Bucarest  | Sala Polivalentă    | 3,500     |
| Athletic         | Constanța | Sala Sporturilor    | 1,500     |
| CSM Galați       | Galați    | Dunărea             | 1,500     |
| CSM Focșani      | Focșani   | Vrancea             | 1,400     |
| Laguna București | Bucarest  |                     |           |

## Historial
| Season  | Champion                   |
| ------- | -------------------------- |
| 1950/51 | Metalul București          |
| 1951/52 | Metalul București          |
| 1952/53 | Dinamo Bucureşti           |
| 1953/54 | Dinamo Bucureşti           |
| 1954/55 | Dinamo Bucureşti           |
| 1955/56 | Steaua Bucurest            |
| 1956/57 | Dinamo Bucureşti           |
| 1957/58 | Steaua Bucurest            |
| 1958/59 | Steaua Bucurest            |
| 1959/60 | Steaua Bucurest            |
| 1960/61 | Steaua Bucurest            |
| 1961/62 | Steaua Bucurest            |
| 1962/63 | Steaua Bucurest            |
| 1963/64 | Steaua Bucurest            |
| 1964/65 | Dinamo Bucureşti           |
| 1965/66 | Steaua Bucurest            |
| 1966/67 | Steaua Bucurest            |
| 1967/68 | Dinamo Bucureşti           |
| 1968/69 | Dinamo Bucureşti           |
| 1969/70 | Dinamo Bucureşti           |
| 1970/71 | Dinamo Bucureşti           |
| 1971/72 | Dinamo Bucureşti           |
| 1972/73 | Dinamo Bucureşti           |
| 1973/74 | Dinamo Bucureşti           |
| 1974/75 | Dinamo Bucureşti           |
| 1975/76 | Dinamo Bucureşti           |
| 1976/77 | Dinamo Bucureşti           |
| 1977/78 | Steaua Bucurest            |
| 1978/79 | Dinamo Bucureşti           |
| 1979/80 | Steaua Bucurest            |
| 1980/81 | Steaua Bucurest            |
| 1981/82 | Steaua Bucurest            |
| 1982/83 | Dinamo Bucureşti           |
| 1983/84 | Steaua Bucurest            |
| 1984/85 | Steaua Bucurest            |
| 1985/86 | Steaua Bucurest            |
| 1986/87 | Steaua Bucurest            |
| 1987/88 | Dinamo Bucureşti           |
| 1988/89 | Steaua Bucurest            |
| 1989/90 | Steaua Bucurest            |
| 1990/91 | Steaua Bucurest            |
| 1991/92 | CS U-Mobilteco Cluj Napoca |
| 1992/93 | CS U-Mobilteco Cluj Napoca |
| 1993/94 | Dinamo Bucureşti           |
| 1994/95 | CSU Atlassib Sibiu         |
| 1995/96 | CS U-Mobilteco Cluj Napoca |
| 1996/97 | Dinamo Bucureşti           |
| 1997/98 | Dinamo Bucureşti           |
| 1998/99 | CSU Atlassib Sibiu         |
| 1999/00 | BCM U Piteşti              |
| 2000/01 | Petrom Arad                |
| 2001/02 | Petrom Arad                |
| 2002/03 | Dinamo Bucureşti           |
| 2003/04 | CSU Asesoft Ploieşti       |
| 2004/05 | CSU Asesoft Ploieşti       |
| 2005/06 | CSU Asesoft Ploieşti       |
| 2006/07 | CSU Asesoft Ploieşti       |
| 2007/08 | CSU Asesoft Ploieşti       |
| 2008/09 | CSU Asesoft Ploieşti       |
| 2009/10 | CSU Asesoft Ploieşti       |
| 2010/11 | CS U-Mobilteco Cluj Napoca |
| 2011/12 | CSU Asesoft Ploieşti       |
| 2012/13 | CSU Asesoft Ploieşti       |
| 2013/14 | CSU Asesoft Ploieşti       |
| 2014/15 | CSU Asesoft Ploieşti       |
| 2015/16 | CSM Oradea                 |
| 2016/17 | U-BT Cluj-Napoca           |
| 2017/18 | CSM Oradea                 |
| 2018/19 | CSM Oradea                 |
| 2020/21 | U-BT Cluj-Napoca           |
| 2021/22 | U-BT Cluj-Napoca           |
| 2022/23 | U-BT Cluj-Napoca           |

## Palmarés
| Club                       | Títulos | Ciudad      | Años |
| -------------------------- | ------- | ----------- | --- |
| Dinamo Bucureşti           | 22      | Bucarest    | 1953, 1954, 1955, 1957, 1965, 1968, 1969, 1970, 1971, 1972, 1973, 1974, 1975, 1976, 1977, 1979, 1983, 1988, 1994, 1997, 1998, 2003 |
| Steaua București           | 21      | Bucarest    | 1956, 1958, 1959, 1960, 1961, 1962, 1963, 1964, 1966, 1967, 1978, 1980, 1981, 1982, 1984, 1985, 1986, 1987, 1989, 1990, 1991       |
| CSU Asesoft Ploieşti       | 11      | Ploieşti    | 2004, 2005, 2006, 2007, 2008, 2009, 2010, 2012, 2013, 2014, 2015                                                                   |
| CS U-Mobilteco Cluj Napoca | 8       | Cluj-Napoca | 1992, 1993, 1996, 2011, 2017, 2021, 2022, 2023                                                                                     |
| CSM Oradea                 | 3       | Oradea      | 2016, 2018, 2019 |
| CSU Atlassib Sibiu         | 2       | Sibiu       | 1995, 1999 |
| Petrom Arad                | 2       | Arad        | 2001, 2002 |
| Metalul București          | 2       | Bucarest    | 1951, 1952 |
| BCM U Piteşti              | 1       | Piteşti     | 2000 |

## Últimas Finales
| Temporada | Campeón                          | Subcampeón                       | Resultado |
| --------- | -------------------------------- | -------------------------------- | --------- |
| 2000–01   | West Petrom Arad                 | Asesoft Ploiești                 | 3–0       |
| 2001–02   | West Petrom Arad                 | CS Dinamo București (baloncesto) | 3–2       |
| 2002–03   | CS Dinamo București (baloncesto) | West Petrom Arad                 | 3–2       |
| 2003–04   | Asesoft Ploiești                 | CS Dinamo București (baloncesto) | 3–1       |
| 2004–05   | Asesoft Ploiești                 | CS Dinamo București (baloncesto) | 3–1       |
| 2005–06   | Asesoft Ploiești                 | CS U-Mobilteco Cluj Napoca       | 4–1       |
| 2006–07   | Asesoft Ploiești                 | BCM U Pitești                    | 4–1       |
| 2007–08   | Asesoft Ploiești                 | CS U-Mobilteco Cluj Napoca       | 4–3       |
| 2008–09   | Asesoft Ploiești                 | Timișoara                        | 4-0       |
| 2009–10   | Asesoft Ploiești                 | CS U-Mobilteco Cluj Napoca       | 4–0       |
| 2010–11   | CS U-Mobilteco Cluj Napoca       | Asesoft Ploiești                 | 4–2       |
| 2011–12   | Asesoft Ploiești                 | Timișoara                        | 4–0       |
| 2012–13   | Asesoft Ploiești                 | BC Mures Târgu Mureş             | 4–2       |
| 2013–14   | Asesoft Ploiești                 | CSM Oradea                       | 3–2       |
| 2014–15   | Asesoft Ploiești                 | BC Mures Târgu Mureş             | 3–0       |
| 2015–16   | CSM U Oradea                     | Mureș                            | 3–2       |
| 2016–17   | U-Banca Transilvania             | Steaua CSM Eximbank              | 3–0       |
| 2017–18   | CSM U Oradea                     | Steaua CSM Eximbank              | 3–1       |
| 2018–19   | CSM U Oradea                     | CSU Sibiu                        | 3–1       |
| 2020–21   | U-BT Cluj-Napoca                 | CSM U Oradea                     | 3–2       |